# Saison 2014 de Super Rugby
Navigation
Super 15 2013 Super 15 2015
La saison 2014 de Super 15 est la quatrième édition de la compétition de rugby à XV. Elle est disputée par quinze franchises, cinq d'Australie, cinq d'Afrique du Sud et cinq de Nouvelle-Zélande.
Le Super 15 se déroule en deux phases. La première consiste en une phase de championnat où les équipes sont réparties en trois conférences selon leur pays. Chacune des franchises rencontre toutes les autres équipes de sa conférence en matchs aller-retour. En outre, elle rencontre une fois huit des dix franchises qui composent les deux autres conférences. Elle reçoit quatre fois et se déplace également quatre fois. À la fin de cette première phase, les deux meilleurs leaders des trois conférences sont directement qualifiés pour la seconde phase à élimination directe. Le troisième leader ainsi que les trois autres meilleures franchises sont qualifiés pour les matchs de barrages. Les vainqueurs de ces matchs se rencontrent en demi-finale, les deux franchises directement qualifiées et les vainqueurs s'affrontent en finale.
Le 2 août 2014 à l'ANZ Stadium de Sydney, les Waratahs remporte la compétition en s'imposant 33-32 en finale contre les Crusaders.

## Franchises participantes
La compétition oppose quinze franchises issues d'Afrique du Sud, d'Australie et de Nouvelle-Zélande. Chaque franchise représente une aire géographique.
| Nom             | Pays             | Ville        | Stade                   | Entraîneur       | Capitaine           |
| --------------- | ---------------- | ------------ | ----------------------- | ---------------- | ------------------- |
| Blues           | Nouvelle-Zélande | Auckland     | Eden Park               | John Kirwan      | Luke Braid          |
| Brumbies        | Australie        | Canberra     | Canberra Stadium        | Stephen Larkham  | Ben Mowen           |
| Bulls           | Afrique du Sud   | Pretoria     | Loftus Versfeld         | Frans Ludeke     | Victor Matfield     |
| Cheetahs        | Afrique du Sud   | Bloemfontein | Free State Stadium      | Naka Drotske     | Adriaan Strauss     |
| Chiefs          | Nouvelle-Zélande | Hamilton     | Waikato Stadium         | Dave Rennie      | Aaron Cruden        |
| Crusaders       | Nouvelle-Zélande | Christchurch | Rugby League Park       | Todd Blackadder  | Kieran Read         |
| Highlanders     | Nouvelle-Zélande | Dunedin      | Forsyth Barr Stadium    | Jamie Joseph     | Ben Smith           |
| Hurricanes      | Nouvelle-Zélande | Wellington   | Westpac Stadium         | Mark Hammett     | Conrad Smith        |
| Lions           | Afrique du Sud   | Johannesburg | Ellis Park Stadium      | Johan Ackermann  | Warren Whiteley     |
| Rebels          | Australie        | Melbourne    | AAMI Park               | Tony McGahan     | Scott Higginbotham  |
| NSW Waratahs    | Australie        | Sydney       | Sydney Football Stadium | Michael Cheika   | Dave Dennis         |
| Queensland Reds | Australie        | Brisbane     | Suncorp Stadium         | Richard Graham   | James Horwill       |
| Sharks          | Afrique du Sud   | Durban       | Kings Park Stadium      | Jake White       | Bismarck Du Plessis |
| Stormers        | Afrique du Sud   | Cape Town    | Newlands Stadium        | Allister Coetzee | Jean de Villiers    |
| Western Force   | Australie        | Perth        | Perth Oval              | Michael Foley    | Matt Hodgson        |

## Résumé des résultats

### Classements de la phase régulière
| Rang | Franchise        | J  | V  | N | D  | Bo | Bd | Pm  | Pe  | Diff | Pts |
| ---- | ---------------- | -- | -- | - | -- | -- | -- | --- | --- | ---- | --- |
| 1    | Waratahs         | 16 | 12 | 0 | 4  | 9  | 1  | 481 | 272 | +209 | 58  |
| 2    | Brumbies         | 16 | 10 | 0 | 6  | 3  | 1  | 412 | 378 | +34  | 44  |
| 3    | Western Force    | 16 | 9  | 0 | 7  | 3  | 1  | 343 | 393 | -50  | 40  |
| 4    | Queensland Reds  | 16 | 5  | 0 | 11 | 4  | 4  | 374 | 493 | -119 | 28  |
| 5    | Melbourne Rebels | 16 | 4  | 0 | 12 | 1  | 4  | 303 | 460 | -157 | 21  |

| Rang | Franchise   | J  | V  | N | D | Bo | Bd | Pm  | Pe  | Diff | Pts |
| ---- | ----------- | -- | -- | - | - | -- | -- | --- | --- | ---- | --- |
| 1    | Crusaders   | 16 | 11 | 0 | 5 | 4  | 3  | 445 | 322 | +123 | 51  |
| 2    | Chiefs (T)  | 16 | 8  | 2 | 6 | 5  | 3  | 384 | 378 | +6   | 44  |
| 3    | Highlanders | 16 | 8  | 0 | 8 | 4  | 5  | 401 | 442 | -41  | 42  |
| 4    | Hurricanes  | 16 | 8  | 0 | 8 | 6  | 3  | 439 | 374 | +65  | 41  |
| 5    | Blues       | 16 | 7  | 0 | 9 | 6  | 3  | 419 | 395 | +24  | 37  |

| Rang | Franchise | J  | V  | N | D  | Bo | Bd | Pm  | Pe  | Diff | Pts |
| ---- | --------- | -- | -- | - | -- | -- | -- | --- | --- | ---- | --- |
| 1    | Sharks    | 16 | 11 | 0 | 5  | 2  | 4  | 406 | 293 | +113 | 50  |
| 2    | Bulls     | 16 | 7  | 1 | 8  | 3  | 5  | 365 | 335 | +30  | 38  |
| 3    | Stormers  | 16 | 7  | 0 | 9  | 2  | 2  | 290 | 326 | -36  | 32  |
| 4    | Lions     | 16 | 7  | 0 | 9  | 2  | 1  | 367 | 413 | -46  | 31  |
| 5    | Cheetahs  | 16 | 4  | 1 | 11 | 3  | 3  | 372 | 527 | -155 | 24  |

|  | Qualifiés directement pour les demi-finales (les deux meilleurs leaders parmi les trois conférences).  |
|  | Qualifié pour les matchs de barrages (leader de la troisième conférence).                              |
|  | Qualifiés pour les matchs de barrage (les 3 franchises les mieux classées hors leaders de conférence). |
|  | T : Tenant du titre 2012                                                                               |

Attribution des points : victoire : 4, match nul : 2, défaite : 0 ; plus les bonus (offensif : 4 essais marqués ; défensif : défaite par 7 points d'écart maximum). De plus, chaque équipe reçoit 4 points à chaque journée non disputée (bye).
Règles de classement : 1. nombre de victoires ; 2. différence de points ; 3. nombre d'essais marqués ; 4. différence d'essais ; 5. tirage au sort (seulement pour les places qualificatives en phase finale).

### Phase finale
À la fin de cette première phase, les deux meilleurs leaders des conférences sont directement qualifiés pour la seconde phase à élimination directe. Le troisième leader ainsi que les trois franchises les mieux classées au général sont qualifiées pour les matchs de barrage. Les vainqueurs de ces matchs rencontrent en demi-finale les deux franchises directement qualifiées. À noter que le premier reçoit l'équipe la plus faible issue des barrages (la quatrième si la troisième gagne son match ou la sixième, si elle s'impose sur le terrain de l'équipe ayant finie troisième), le second recevant l'équipe restante. La finale se déroule sur le terrain de l'équipe la mieux classée de la première phase.
|  | Barrage                                          | Barrage                                          |                                                       |                                                       | Demi-finales                                          | Demi-finales                                          |  |  | Finale                                | Finale                                |
|  | Barrage                                          | Barrage                                          |                                                       |                                                       | Demi-finales                                          | Demi-finales                                          |  |  | Finale                                | Finale                                |
|  |                                                  |                                                  |                                                       |                                                       |                                                       |                                                       |  |  |                                       |                                       |
|  | le 19 juillet 2014 au Canberra Stadium, Canberra | le 19 juillet 2014 au Canberra Stadium, Canberra |                                                       |                                                       | le 26 juillet 2014 au Sydney Football Stadium, Sydney | le 26 juillet 2014 au Sydney Football Stadium, Sydney |  |  | le 2 août 2014à l'ANZ Stadium, Sydney | le 2 août 2014à l'ANZ Stadium, Sydney |
|  | le 19 juillet 2014 au Canberra Stadium, Canberra | le 19 juillet 2014 au Canberra Stadium, Canberra |                                                       |                                                       | le 26 juillet 2014 au Sydney Football Stadium, Sydney | le 26 juillet 2014 au Sydney Football Stadium, Sydney |  |  | le 2 août 2014à l'ANZ Stadium, Sydney | le 2 août 2014à l'ANZ Stadium, Sydney |
|  | le 19 juillet 2014 au Canberra Stadium, Canberra | le 19 juillet 2014 au Canberra Stadium, Canberra | [1] Waratahs                                          | 26                                                    |                                                       |                                                       |  |  | le 2 août 2014à l'ANZ Stadium, Sydney | le 2 août 2014à l'ANZ Stadium, Sydney |
|  | [4] Brumbies                                     | 32                                               | [1] Waratahs                                          | 26                                                    |                                                       |                                                       |  |  | le 2 août 2014à l'ANZ Stadium, Sydney | le 2 août 2014à l'ANZ Stadium, Sydney |
|  | [4] Brumbies                                     | 32                                               | [4] Brumbies                                          | 8                                                     |                                                       |                                                       |  |  | le 2 août 2014à l'ANZ Stadium, Sydney | le 2 août 2014à l'ANZ Stadium, Sydney |
|  | [5] Chiefs                                       | 30                                               | [4] Brumbies                                          | 8                                                     |                                                       |                                                       |  |  | le 2 août 2014à l'ANZ Stadium, Sydney | le 2 août 2014à l'ANZ Stadium, Sydney |
|  | [5] Chiefs                                       | 30                                               | le 26 juillet 2014 au Rugby League Park, Christchurch | le 26 juillet 2014 au Rugby League Park, Christchurch | [1] Waratahs                                          | 33                                                    |  |  |                                       |                                       |
|  | le 19 juillet 2014 au Kings Park Stadium, Durban |                                                  | le 26 juillet 2014 au Rugby League Park, Christchurch | le 26 juillet 2014 au Rugby League Park, Christchurch | [1] Waratahs                                          | 33                                                    |  |  |                                       |                                       |
|  |                                                  | [2] Crusaders                                    | le 26 juillet 2014 au Rugby League Park, Christchurch | le 26 juillet 2014 au Rugby League Park, Christchurch | 32                                                    |                                                       |  |  |                                       |                                       |
|  | [3] Sharks                                       | [2] Crusaders                                    | le 26 juillet 2014 au Rugby League Park, Christchurch | le 26 juillet 2014 au Rugby League Park, Christchurch | 32                                                    | 31                                                    |  |  |                                       |                                       |
|  | [3] Sharks                                       | [2] Crusaders                                    | 38                                                    |                                                       |                                                       | 31                                                    |  |  |                                       |                                       |
|  | [6] Highlanders                                  | [2] Crusaders                                    | 38                                                    | 27                                                    |                                                       |                                                       |  |  |                                       |                                       |
|  | [6] Highlanders                                  | [3] Sharks                                       | 6                                                     | 27                                                    |                                                       |                                                       |  |  |                                       |                                       |
|  |                                                  | [3] Sharks                                       | 6                                                     |                                                       |                                                       |                                                       |  |  |                                       |                                       |

## Résultats détaillés

### Phase régulière

#### Tableau synthétique
L'équipe qui reçoit est indiquée dans la colonne de gauche.
| Clubs         | BLU   | BRU   | BUL   | CHE   | CHI   | CRU   | HIG   | HUR   | LIO   | REB   | RED   | SHA   | STO   | WAR   | WES   |
| ------------- | ----- | ----- | ----- | ----- | ----- | ----- | ----- | ----- | ----- | ----- | ----- | ----- | ----- | ----- | ----- |
| Blues         |       |       |       | 40-30 | 8-11  | 35-24 | 30-12 | 37-24 |       |       | 44-14 | 23-29 |       | 21-13 |       |
| Brumbies      | 26-9  |       |       |       | 41-23 |       |       |       |       | 37-10 | 17-27 | 16-9  | 25-15 | 28-23 | 47-25 |
| Bulls         | 38-22 | 44-23 |       | 26-21 | 34-34 |       |       |       | 25-17 | 40-7  |       | 23-19 | 28-12 |       |       |
| Cheetahs      |       | 27-21 | 15-9  |       | 43-43 | 31-52 |       |       | 20-21 |       |       | 27-20 | 35-22 |       | 16-23 |
| Chiefs        | 32-20 |       |       |       |       | 17-18 | 21-19 | 24-16 | 38-8  | 22-16 |       |       | 36-20 | 17-33 |       |
| Crusaders     | 21-13 | 40-20 |       |       | 10-18 |       | 34-8  | 26-29 |       |       |       | 25-30 | 14-13 |       | 30-7  |
| Highlanders   | 29-21 |       | 27-20 |       | 29-25 | 30-32 |       | 35-31 | 23-22 | 33-30 |       |       |       |       | 29-31 |
| Hurricanes    | 39-20 | 21-29 | 25-20 | 60-27 | 45-8  | 16-9  | 16-18 |       |       |       | 35-21 |       |       |       |       |
| Lions         | 39-36 |       | 32-21 | 60-25 |       | 7-28  |       |       |       | 34-17 | 23-20 | 12-25 | 34-10 |       |       |
| Rebels        |       | 32-24 |       | 35-14 |       | 19-25 |       | 15-25 |       |       | 20-36 | 16-22 |       | 19-41 | 22-16 |
| Reds          |       | 20-23 |       | 43-33 |       | 29-57 | 38-31 |       |       | 27-30 |       |       | 22-17 | 3-34  | 29-32 |
| Sharks        |       |       | 31-16 | 19-8  |       |       | 18-34 | 27-9  | 37-23 |       | 35-20 |       | 19-21 | 32-10 |       |
| Stormers      |       |       | 16-0  | 33-0  |       |       | 29-28 | 19-18 | 18-3  |       |       | 10-34 |       | 11-22 | 24-8  |
| Waratahs      |       | 39-8  | 19-12 |       |       |       | 44-16 | 39-30 | 41-13 | 32-8  | 32-5  |       |       |       | 43-21 |
| Western Force | 14-40 | 14-27 | 15-9  |       | 18-15 |       |       |       | 29-19 | 32-7  | 30-20 |       |       | 28-16 |       |

|  | Victoire à domicile |  | Match nul |  | Défaite à domicile |

#### Détail des résultats
Les points marqués par chaque équipe sont inscrits dans les colonnes centrales (3-4) alors que les essais marqués sont donnés dans les colonnes latérales (1-6). Les points de bonus sont symbolisés par une bordure bleue pour les bonus offensifs (quatre essais inscrits), orange pour les bonus défensifs (défaite avec au plus sept points d'écart), rouge si les deux bonus sont cumulés.

### Phase finale

#### Barrages
| 19 juillet 2014 21 h 40 UTC+10:00 | Brumbies | 32 – 30 (22 – 10) | Chiefs | Canberra Stadium, Canberra Arbitre : Craig Joubert |
| 19 juillet 2014 21 h 40 UTC+10:00 | Essai(s) : 4 White (5e), Coleman (9e), Mogg (20e), Butler (60e) Transformation(s) : 3 Lealiifano (6e, 9e, 61e) Pénalité(s) : 2 Lealiifano 2 (28e, 44e) Carton(s) jaune(s) : 1 Speight (48e) |                   | Essai(s) : 4 Aki (34e), Kerr-Barlow (49e), Nanai-Williams (54e), Anscombe (76e) Transformation(s) : 2 Cruden (35e, 50e) Pénalité(s) : 2 Cruden (2e, 41e) Carton(s) jaune(s) : 1 Nanai-Williams (4e) | Canberra Stadium, Canberra Arbitre : Craig Joubert |
| 19 juillet 2014 21 h 40 UTC+10:00 | |                   | | Canberra Stadium, Canberra Arbitre : Craig Joubert |

| 19 juillet 2014 19 h 05 UTC+02:00 | Sharks | 31 – 27 (13 – 17) | Highlanders | Kings Park Stadium, Durban Arbitre : Steve Walsh |
| 19 juillet 2014 19 h 05 UTC+02:00 | Essai(s) : 3 Coetzee (12e), B. du Plessis (52e), Chavhanga (55e) Transformation(s) : 2 Steyn (14e, 53e) Pénalité(s) : 4 Steyn (2e, 29e, 73e, 79e) |                   | Essai(s) : 3 Fekitoa (31e), Hames (40e), Burleigh (62e) Transformation(s) : 3 Sopoaga 3 (32e, 40e, 63e) Pénalité(s) : 2 Sopoaga (25e, 47e) | Kings Park Stadium, Durban Arbitre : Steve Walsh |
| 19 juillet 2014 19 h 05 UTC+02:00 | |                   | | Kings Park Stadium, Durban Arbitre : Steve Walsh |

#### Demi-finales
| 26 juillet 2014 21 h 30 UTC+10:00 | Waratahs | 26 – 8 (11 - 8) | Brumbies                                                    | Arbitre : Jaco Peyper |
| 26 juillet 2014 21 h 30 UTC+10:00 | Essai(s) : 3 Alofa (2e), Beale (46e), Foley (75e) Transformation(s) : 1 Foley (77e) Pénalité(s) : 3 Foley (21e, 40e, 72e) Carton(s) jaune(s) : 1 Naiyaravoro (79e) |                 | Essai(s) : 1 Speight (30e) Pénalité(s) : 1 Lealiifano (38e) | Arbitre : Jaco Peyper |
| 26 juillet 2014 21 h 30 UTC+10:00 | |                 |                                                             | Arbitre : Jaco Peyper |

| 26 juillet 2014 21 h 35 UTC+12:00 | Crusaders | 38 – 6 (16 – 6) | Sharks                            | Rugby League Park, Christchurch Arbitre : Glen Jackson |
| 26 juillet 2014 21 h 35 UTC+12:00 | Essai(s) : 5 Read (16e), Nadolo (48e), Heinz (64e), McNicholl (69e), Todd (77e) Transformation(s) : 2 Carter (17e, 65e) Pénalité(s) : 3 Carter (2e, 27e, 31e) |                 | Pénalité(s) : 2 Lambie (21e, 34e) | Rugby League Park, Christchurch Arbitre : Glen Jackson |
| 26 juillet 2014 21 h 35 UTC+12:00 | |                 |                                   | Rugby League Park, Christchurch Arbitre : Glen Jackson |

#### Finale
(mt : 20 - 13)
Points marqués
- Waratahs : 2 essais de Ashley-Cooper (5e, 63e), 1 transformation de Foley (64e), 7 pénalités de Foley (3e, 11e, 15e, 22e, 38e, 54e, 80e).
- Crusaders : 2 essais de Todd (18e et Nadolo 43e), 2 transformations de Carter (19e) et Slade (43e), 6 pénalités de Slade (26e, 36e, 49e, 57e, 68e, 76e).

Évolution du score : 0-3, 0-6, 5-6, 5-11, 5-13, 8-13, 8-18, 11-18, 14-18, 14-21
Arbitre :  Craig Joubert
Résumé
| Waratahs Titulaires Israel Folau 15 Alofa Alofa 14 Adam Ashley-Cooper 13 Kurtley Beale 12 Rob Horne 11 Bernard Foley 10 Nick Phipps 9 Wycliff Palu 8 (cap.) Michael Hooper 7 Stephen Hoiles 6 Jacques Potgieter 5 Kane Douglas 4 Sekope Kepu 3 Tatafu Polota-Nau 2 Benn Robinson 1 Remplaçants Tolu Latu 16 Jeremy Tilse 17 Paddy Ryan 18 Will Skelton 19 Mitchell Chapman 20 Pat McCutcheon 21 Brendan McKibbin 22 Peter Betham 23 Entraîneur Michael Cheika |  |  |  | Crusaders Titulaires 15 Israel Dagg 14 Kieron Fonotia 13 Ryan Crotty 12 Dan Carter 11 Nemani Nadolo 10 Colin Slade 9 Andy Ellis 8 Kieran Read (cap.) 7 Matt Todd 6 Richie McCaw 5 Sam Whitelock 4 Dominic Bird 3 Owen Franks 2 Corey Flynn 1 Wyatt Crockett Remplaçants 16 Ben Funnell 17 Joe Moody 18 Nepo Laulala 19 Jimmy Tupou 20 Jordan Taufua 21 Willi Heinz 22 Tom Taylor 23 Johnny McNicholl Entraîneur Todd Blackadder |